# Captain America: První Avenger
Captain America: První Avenger (v anglickém originále Captain America: The First Avenger) je americký akční film z roku 2011, který natočil režisér Joe Johnston podle komiksů o Captainu Amerikovi. V titulní roli neduživého mladíka Steva Rogerse, jenž se za druhé světové války stane díky vědeckému experimentu supervojákem, Kapitánem Amerikou, se představil Chris Evans, který si tuto postavu zopakoval i v navazujících filmech Captain America: Návrat prvního Avengera (2014) a Captain America: Občanská válka (2016). Jedná se o pátý celovečerní snímek filmové série Marvel Cinematic Universe.

## Příběh
V březnu 1942 dorazí nacistický důstojník Johann Schmidt se svými muži do města Tønsberg, které se nachází v Norsku okupovaném Třetí říší. Zde ukradne Teserakt, záhadný prastarý artefakt, který disponuje nevýslovnou silou. V New Yorku se mezitím snaží mladík Steve Rogers vstoupit do americké armády, jeho přijetí je ale odmítnuto kvůli četným zdravotním a fyzickým problémům. Při návštěvě výstavy o budoucích technologiích, kam zajde se svým kamarádem, seržantem Jamesem „Buckym“ Barnesem, zkusí Rogers opět narekrutovat. Jeho rozhovor s Barnesem, ve kterém vysvětluje, že chce pomoct ve válce, zaslechne doktor Abraham Erskine, který jeho přijetí povolí. Mladý muž je tedy naverbován do vojenského vědeckého útvaru S.S.R., kde se stane součástí experimentu pro vytvoření supervojáků, jenž vede právě Erskine s pomocí plukovníka Chestera Phillipse a britské agentky Peggy Carterové. Phillips není zrovna přesvědčen o vědcově tvrzení, že právě Rogers je vhodnou osobou pro tento úkol, ale ustoupí poté, co je svědkem jeho hrdinství, při kterém nezaváhá sám sebe obětovat. Noc před zákrokem odhalí Erskine Rogersovi, že Schmidt podstoupil nedokonalou verzi této procedury a trpí trvalými následky.
V Evropě dokáže Schmidt a jeho pomocník, doktor Arnim Zola, ovládnout energii Tesseractu, kterou zamýšlí pohánět Zolovy vynálezy a změnit tak celý svět. Schmidt se dozví o Erskinově místě pobytu a vydá povel jej zabít. V USA začne experiment, při němž Erskine nechá Rogersovi aplikovat speciální sérum a následně ho vystaví „vita paprskům“. Po ukončení pokusu je skutečně mladík vyšší a mnohem svalnatější, jeden z návštěvníků laboratoře Howarda Starka ale doktora zastřelí, čímž se odhalí jako Schmidtův zabiják Heinz Kruger. Rogers ho pronásleduje ulicemi města a nakonec jej díky své nově nabyté nadlidské rychlosti a síle zadrží, Němec ovšem použije kyanidovou kapsli a spáchá sebevraždu.
Protože je Erskine mrtev a vzorec jeho séra je tedy ztracen, je projekt supervojáka, kterých měly být stovky, ukončen a novým Rogersovým úkolem je v kostýmu absolvovat estrádní propagandistickou show po Spojených státech jako „Kapitán Amerika“. V roce 1943 se se svým vystoupení objeví i u amerických jednotek v Itálii, kde se dozví, že po bitvě proti Schmidtovým silám je nezvěstná jednotka jeho kamaráda Barnese. Odmítne uvěřit, že by jeho přítel mohl zemřít, a s pomocí Carterové a Starka se letadlem dostane za nepřátelské linie a sám se Buckyho pokusí zachránit. Rogers se skutečně dostane až do opevněného sídla Schmidtovy organizace Hydra, odkud Barnese a další vězně osvobodí. Setká se i přímo se Schmidtem, který mu odhalí svoji nynější skutečnou podobu Red Skulla a který poté uprchne, stejně jako doktor Zola. Rogers se s osvobozenými spolubojovníky vrátí na základnu.
Nedlouho poté vytvoří speciální jednotku, do které naverbuje Barnese a další bývalé vězněné vojáky – Dum Dum Dugana, Gabe Jonese, Jima Moritu, Jamese Montgomeryho Falsworthe a Jacquese Derniera. Jejich úkolem má být zničit ostatní základny Hydry. Howard Stark vybaví Rogerse vylepšeným vybavením a především okrouhlým štítem z vibrania, velmi vzácného a téměř nezničitelného kovu. Tým postupně sabotuje mnoho operací Hydry a následně zaútočí na vlak převážející Zolu. Vědce se jim podaří zajmout, ale Barnes vypadne při boji z vozu a pravděpodobně zemře. Díky informacím od zadrženého Zoly se dozví místo poslední základny Hydry. Jednotka na ni zaútočí, protože Schmidt chce využít zde postavené zbraně k masovému zničení amerických měst a posléze i dalších velkých měst po celém světě. Rogers se dostane do letadla, se kterým nacista vzlétne. Během letu proběhne souboj, při kterém Schmidt uchopí Tesseract, což zapříčiní Němcovo zmizení v zářivém světle. Artefakt následně propálí podlahu letounu a spadne do oceánu. Protože Rogers neví, jak přistát bez možné detonace zbraní na palubě, obětuje se a letadlo pošle v Arktidě k zemi. Stark později objeví Tesseract na mořském dně, ale není schopen lokalizovat trosky Rogersova letounu, takže předpokládá, že voják zemřel.
Vrak letadla i se zmrzlým tělem je nalezen po téměř 70 letech. Steve Rogers se probere v kulisách nemocničního pokoje ze 40. let 20. století, ale brzo zjistí, že něco nehraje. Uteče ven na současné Times Square, kde ho ředitel agentury S.H.I.E.L.D. Nick Fury informuje o tom, jak dlouho „spal“.
Rogers se postupně zotavuje a ředitel Fury ho požádá o pomoc při záchraně světa.

## Obsazení

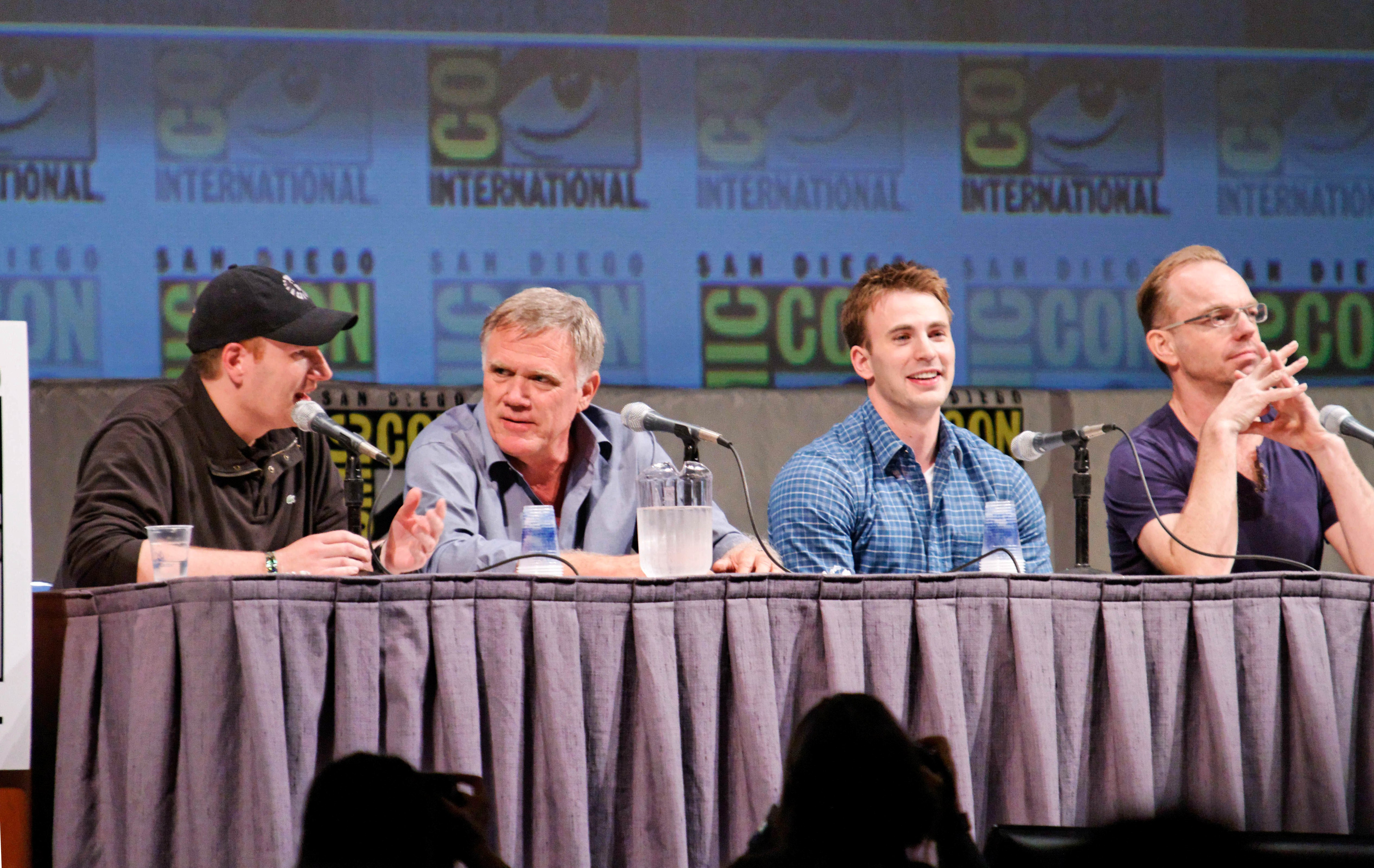
Producent Kevin Feige, režisér Joe Johnston a herci Chris Evans a Hugo Weaving propagující film Captain America: První Avenger na Comic-Conu 2010

- Chris Evans (český dabing: Libor Bouček) jako Steve Rogers / Kapitán Amerika (v originále Captain America)
- Tommy Lee Jones (český dabing: Jaromír Meduna) jako plukovník Chester Phillips
- Hugo Weaving (český dabing: Jan Vondráček) jako Johann Schmidt / Red Skull
- Hayley Atwellová (český dabing: Kateřina Petrová) jako Peggy Carterová
- Sebastian Stan (český dabing: Filip Jančík) jako seržant James „Bucky“ Barnes
- Dominic Cooper (český dabing: Svatopluk Schuller) jako Howard Stark
- Toby Jones (český dabing: Václav Knop) jako doktor Arnim Zola
- Neal McDonough (český dabing: Pavel Šrom) jako Timothy „Dum Dum“ Dugan
- Derek Luke (český dabing: Filip Švarc) jako Gabe Jones
- Bruno Ricci (český dabing: Jiří Knot) jako Jacques Dernier
- JJ Feild (český dabing: ?) jako James Montgomery Falsworth
- Kenneth Choi (český dabing: Michal Jagelka) jako Jim Morita
- Richard Armitage (český dabing: Tomáš Borůvka) jako Heinz Kruger
- Stanley Tucci (český dabing: Otakar Brousek mladší) jako doktor Abraham Erskine

V dalších rolích se představili také Natalie Dormerová (vojín Lorraineová) a Samuel L. Jackson (ředitel Nick Fury). V cameo roli se ve filmu objevil i Stan Lee (generál).

## Produkce
Celovečerní film o Kapitánu Amerikovi byl plánován od druhé poloviny 90. let 20. století. Reálnější obrysy dostal v roce 2006, později byl vývoj snímku zastaven kvůli stávce hollywoodských scenáristů v letech 2007 a 2008. Díky komerčnímu úspěchu Iron Mana byl v květnu 2008 ohlášen film s pracovním názvem The First Avenger: Captain America s plánovanou premiérou o tři roky později. Režisérem připravovaného snímku se v listopadu 2008 stal Joe Johnston, scénář měli napsat Christopher Markus a Stephen McFeely. Jejich skript poté upravil Joss Whedon, což bylo součástí jeho smlouvy k filmu Avengers. V březnu 2010 byli do hlavních rolí obsazeni Chris Evans a Hugo Weaving, po kterých v dalších měsících následovali i další herci.
Natáčení snímku s rozpočtem 140 milionů dolarů probíhalo od června do prosince 2010. V dubnu 2011 proběhly dotáčky některých scén.

## Vydání
Světová premiéra filmu Captain America: První Avenger proběhla v Hollywoodu 19. července 2011. Do kin (včetně USA) byl uváděn od 22. července, přičemž v ČR se v kinodistribuci objevil 4. srpna téhož roku.

## Přijetí

### Tržby
V Severní Americe utržil snímek 176 654 505 dolarů, v ostatních zemích dalších 193 915 269 dolarů. Celosvětové tržby tak dosáhly 370 569 774 dolarů.

### Filmová kritika
Server Kinobox.cz na základě vyhodnocení 27 recenzí z českých internetových stránek ohodnotil film Captain America: První Avenger 69 %. Server Rotten Tomatoes udělil snímku známku 7,0/10 a to na základě 247 recenzí (z toho 197 jich bylo spokojených, tj. 80 %). Od serveru Metacritic získal film, podle 43 recenzí, celkem 66 ze 100 bodů.

### Ocenění
Snímek byl nominován na sedm žánrových cen Saturn (včetně kategorie Nejlepší sci-fi film).

### Navazující filmy
Díky komerčnímu úspěchu snímku byly v letech 2014 a 2016 uvedeny do kin filmové sequely Captain America: Návrat prvního Avengera a Captain America: Občanská válka, které jsou rovněž součástí série Marvel Cinematic Universe (MCU). Titulní roli si v nich zopakoval Chris Evans, který se jako Kapitán Amerika objevil i v některých dalších celovečerních filmech MCU.